# 根纳季·哈扎诺夫
根纳季·维克托罗维奇·哈扎诺夫（俄语：Геннадий Викторович Хазанов；1945年12月1日—）是俄罗斯节目主持人，兼职演员，莫斯科综艺剧院院长。他知名于对苏联政治家以及俄罗斯亚文化群体进行戏弄与模仿，隐晦地嘲笑社会诟病。

## 生平
1945年生于莫斯科。1969年从莫斯科马戏学校毕业后，在列昂尼德·乌乔索夫交响乐团担任司儀。1973年开始出演单人喜剧节目，取得了巨大成功。1997年成为莫斯科综艺剧院院长。

## 出演作品
- 《警察与小偷》（Полицейские и воры，1997年）[3]

## 政治活动

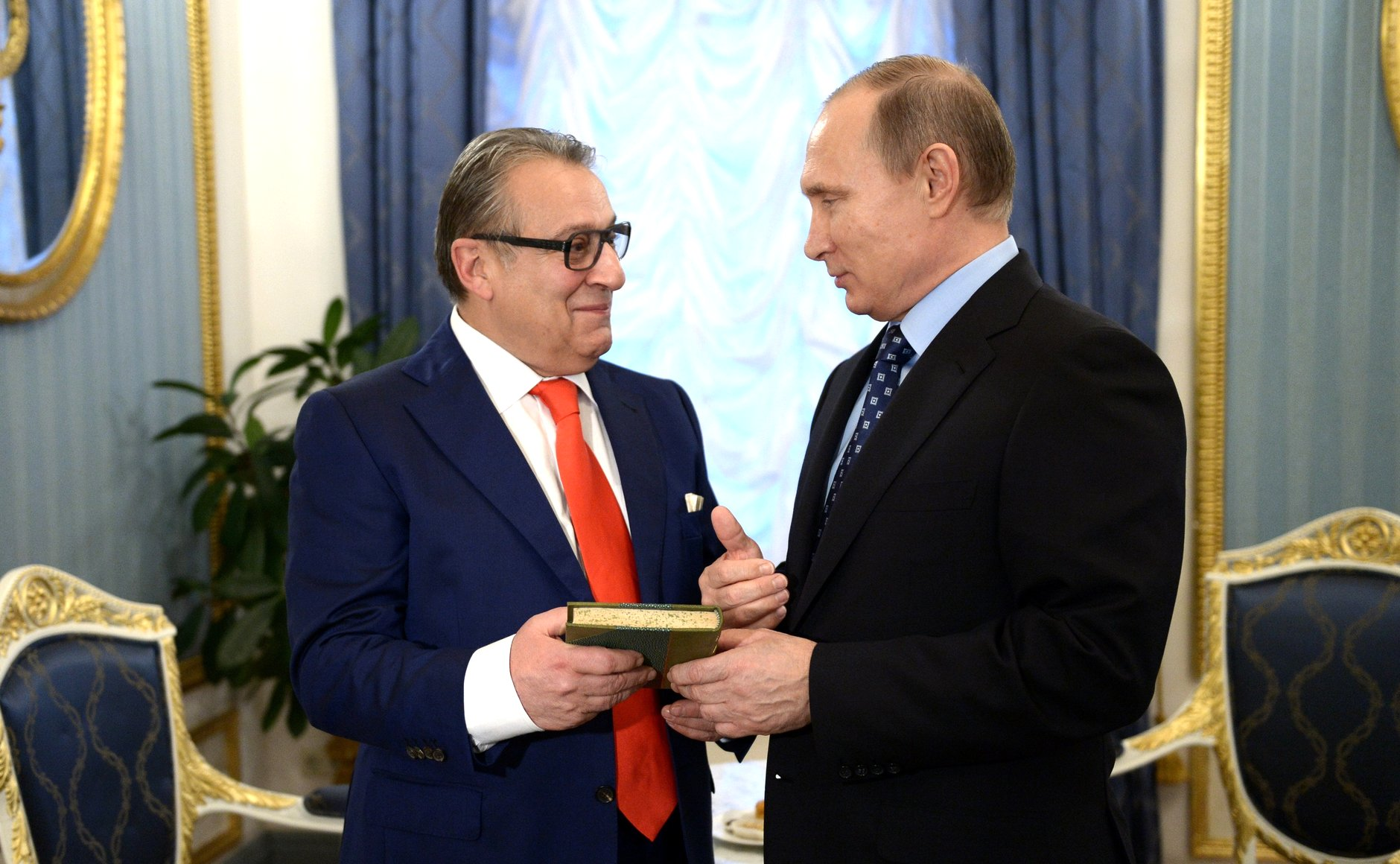
2015年12月1日，普京在克里姆林宫接见哈扎诺夫，为其庆祝70岁生日。

1999年，他成为俄罗斯犹太聚居区安全基金会主席。该组织旨在协调莫斯科的反犹主义行动。
他与普京是老朋友。在2012年俄罗斯总统选举期间，他被列为普京的竞选代理人。
2014年3月在联名信件中签名，支持普京关于俄罗斯军事干预乌克兰的立场。
自2017年起，他还是俄罗斯联邦侦查委员会公共理事会成员。

## 家庭
他曾多年和妻子居住在以色列第二大城市特拉维夫。他们的公寓位于地中海滨的“大卫国王”高级住宅区。

## 荣誉
苏联
- 俄罗斯苏维埃联邦社会主义共和国功勋艺术家（1988年6月27日）
- 俄罗斯苏维埃联邦社会主义共和国人民艺术家（1991年10月8日）

俄罗斯联邦
- 友谊勋章（1995年11月30日）
- 俄罗斯联邦国家奖（1996年5月27日）

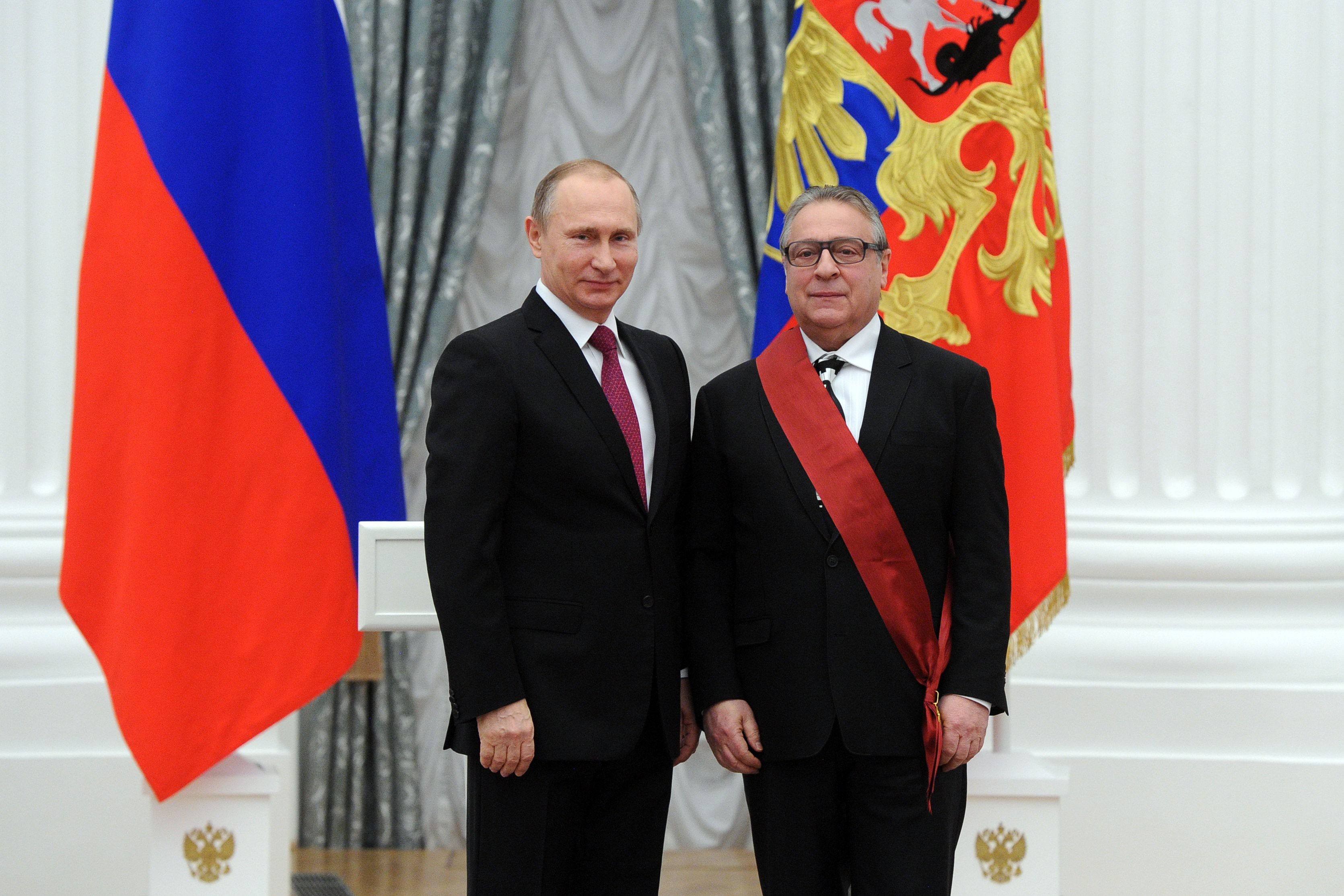
2015年12月10日授勋仪式

- 俄罗斯联邦总统感谢信（1996年7月11日）
- 四级祖国功勋勋章（2000年11月29日）
- 三级祖国功勋勋章（2005年12月1日）
- 二级祖国功勋勋章（2010年12月1日）
- 一级祖国功勋勋章（2015年12月1日）